# Mausolée de Khalid Walid
 (mars 2025).
 (octobre 2024).
Ne doit pas être confondu avec Khalid ibn al-Walid ou Mosquée Khalid ibn al-Walid.
Le  Mausolée de Khalid Walid  est un édifice situé près de Multan, dans le Pendjab au Pakistan.

## Histoire
Il fut construit pour le saint soufi Khalid Walid vers la fin du XIIe siècle.

## Architecture
Cet édifice est connu pour son architecture militaire et est associé au Sultanat de Delhi médiéval.